# رودلف سفينسون
رودلف سفينسون (بالسويدية: Rudolf Svensson)‏ هو مصارع هاوي سويدي، ولد في 27 مارس 1899 في Gudhem ‏ في السويد، وتوفي في 4 ديسمبر 1978 في Bromma ‏ في السويد.

## وصلات خارجية
- رودلف سفينسون على موقع قاعدة بيانات المصارعة الدولية (الإنجليزية)
- رودلف سفينسون على موقع اللجنة الأولمبية الدولية (الإنجليزية)
- رودلف سفينسون على موقع أوليمبيديا (الإنجليزية)
- رودلف سفينسون على موقع اللجنة الأولمبية السويدية (السويدية)
- رودلف سفينسون على موقع IMDb (الإنجليزية)
- رودلف سفينسون على موقع قاعدة بيانات الفيلم (الإنجليزية)